# Michel Bonnevie
Michel Bonnevie (ur. 19 listopada 1921 w Chaville, zm. 6 września 2018 w Ivry-sur-Seine) – francuski koszykarz. Wraz z reprezentacją Francji zdobył srebrny medal podczas Letnich Igrzysk Olimpijskich 1948 w Londynie.